# Templo de Atenea (Pérgamo)
El Templo de Atenea fue un antiguo templo griego dedicado a Atenea y Zeus en Pérgamo, en Asia Menor, en la actual Turquía. Formaba parte de un gran santuario ateniense. Las ruinas del templo se encuentran en la acrópolis, que forma parte del Patrimonio de la Humanidad de la Unesco y su paisaje cultural de estratos múltiples.

## Historia
El templo de Atenea con sus santuarios fue construido en el período Helenístico en torno al 200 a. C. Se construyó durante el reinado de los Atátalidas que gobernaron Pérgamo. Esto lo convierte en el centro de culto más antiguo situado en lo alto de la acrópolis de la ciudad.

## Edificios y hallazgos
El santuario de Atenea estaba situado en la parte central de la acrópolis de Pérgamo, en el lado oeste de la calle principal norte-sur. En su lado occidental, en la ladera de la acrópolis, se encontraba el Teatro de Pérgamo. En el lado noroeste, en época romana, se encontraba el Templo de Trajano.

## Templo

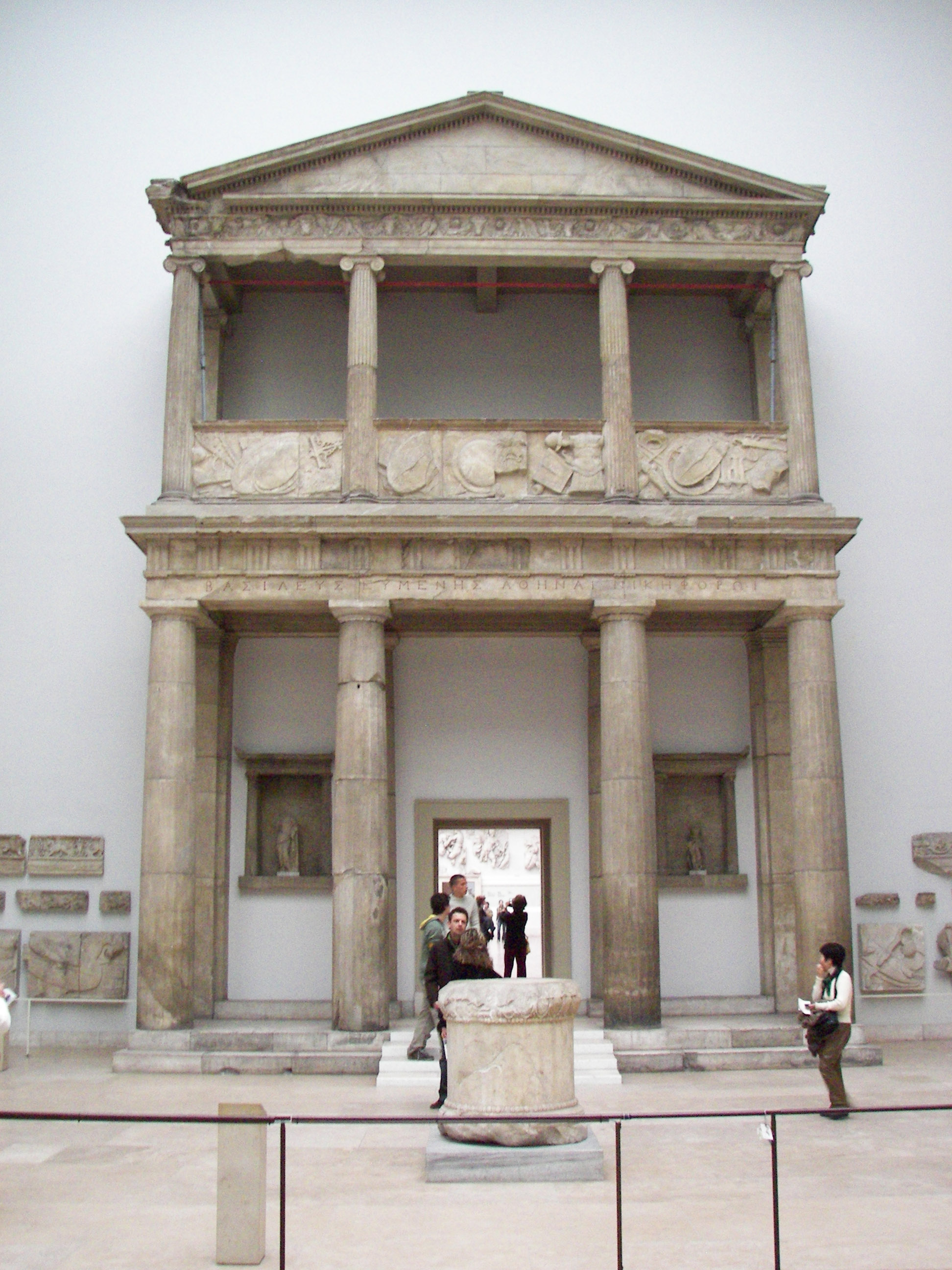
El propileo del Templo de Atenas en el Museo de Pérgamo.

Estaba situado en la esquina suroeste del santuario rectangular. Era de arquitectura sencilla y de estilo dórico. Era un templo períptero con una fachada de seis columnas en los lados cortos y diez columnas en los lados largos. El crepidoma tenía dos escaleras y medía aproximadamente 12,7 × 21,8 m.

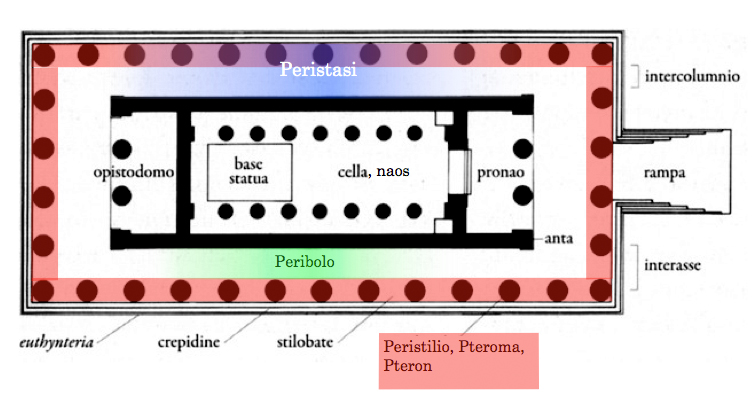
Templo períptero (con columnas alrededor) y hexástilo (seis columnas al frente menor).

En el interior del templo había un pronaos y un naos, que estaba dividido en dos partes. Esto se debía a que el templo estaba dedicado no sólo a Atenea, sino también a Zeus. Desde el templo, un túnel conducía al teatro.

## Estoa y propileo

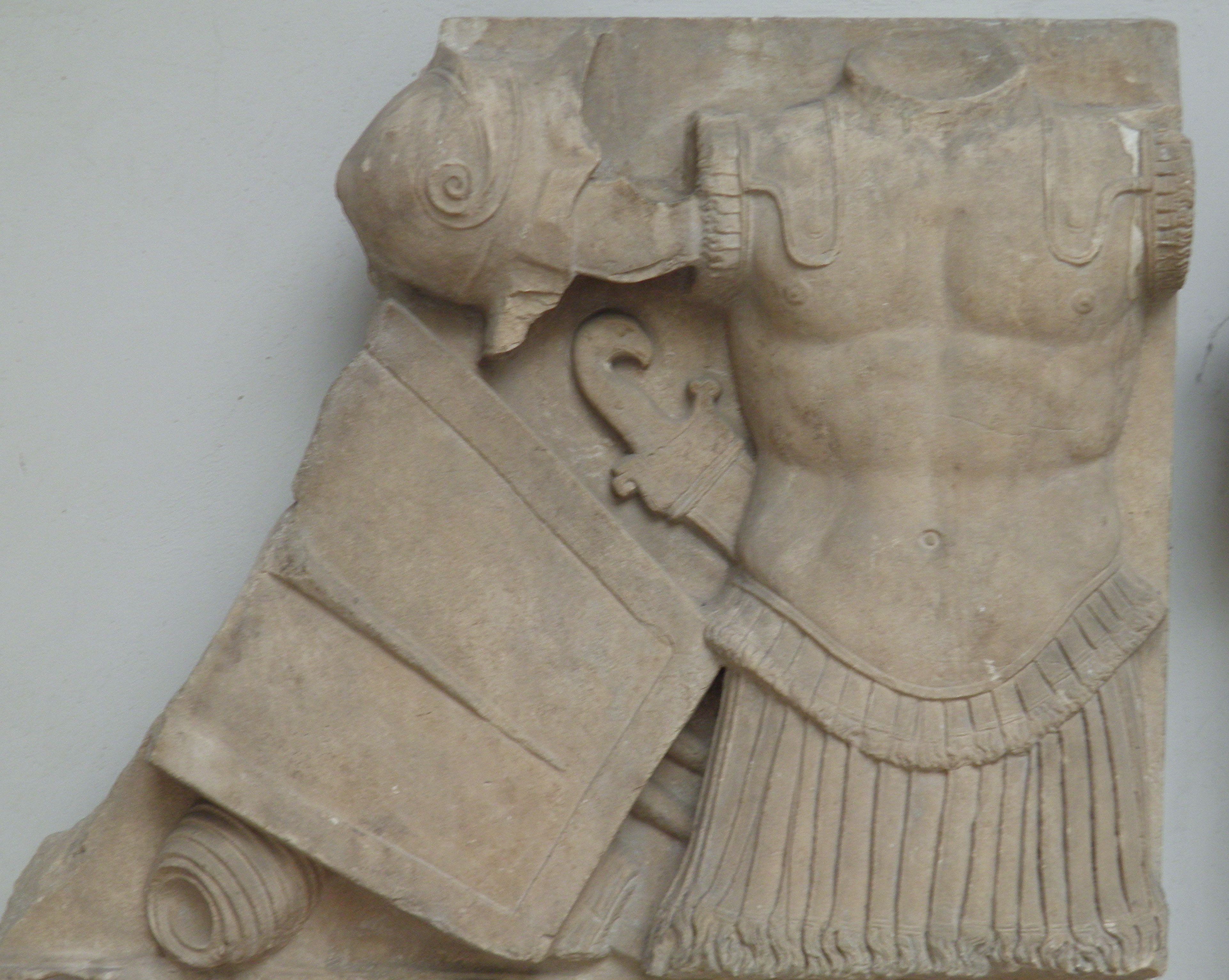
Relieve de un hombre armado en la balaustrada del piso superior de las salas del santuario de Atenea.

La zona del santuario estaba rodeada en los lados norte, este y sur por estoas, Las alas este y sur tenían dos pisos. La fachada de la planta baja era de estilo dórico y la del piso superior, de estilo jónico. La estoa norte estaba dividida en dos naves por una hilera de columnas. Las columnas tenían capiteles de hojas de palmera que recordaban el estilo eólico.
En la parte sur del este se encontraba un propileo (puerta monumental) de entrada. Actualmente se expone, parcialmente restaurada, en el Museo de Pérgamo de Berlín. Por lo demás, en las alas norte y este se conservan, entre otras cosas, los cimientos y parte de la parte inferior de las columnas. La nave sur está peor conservada, pues solo se conservan los cimientos.

## Biblioteca de Pérgamo
La Biblioteca de Pérgamo, que se realizó durante el reinado de Eumenes II, se encontraba en un anexo al noreste del santuario de Atenea. Constaba de una sala principal, almacenes de libros, una sala de banquetes y numerosas salas más. La biblioteca contenía una copia de la escultura de Atenea Pártenos, que también se encuentra en el Museo de Pérgamo.

## Altar de Pérgamo
Al sur del santuario había un gran Altar de Pérgamo, dedicado a Zeus y Atenea. En la actualidad también se encuentra restaurado en el Museo de Pérgamo.

## Ofrendas votivas
Alrededor del santuario había numerosas estatuas como ofrendas votivas. Sus temas estaban relacionados con las victorias militares obtenidas por los átalidas. Un tipo de escultura muy conocida era la llamada Galo moribundo. Las esculturas también incluían copias de conocidas esculturas clásicas atenienses. Las esculturas encontradas en la zona también se exponen en el Museo de Pérgamo. El emplazamiento original está ocupado principalmente por pedestales de estatuas.